# Forky
Forky es un personaje ficticio en la saga de animación Toy Story creado por Pixar. Se trata de un cuchador que fue convertido en juguete por Bonnie. Su primera aparición fue en Toy Story 4, lanzada en junio de 2019. En ese mismo año, Disney anunció una nueva serie con el personaje como protagonista llamada Forky Asks a Question para Disney+.

## Concepto y creación
Mientras consideraba los nombres del personaje, el director Josh Cooley mostró una foto del personaje a su hijo de cuatro años y le pidió una sugerencia sobre el nombre. El hijo de Cooley sugirió el nombre de Fork Face, y Cooley dijo más tarde "el hecho de que tiene aproximadamente la misma edad que Bonnie y no sabía lo que era un cuchador pensé: 'Eso me parece real'". Así que sentí que un niño lo llamaría así".

### Descripción del personaje
Forky es un cuchador equipado con un par de ojos saltones de diferente tamaño, una boca hecha de plastilina azul, dos mitades de paletas como pies puestos en goma de mascar, brazos y manos hechas de un limpiapipas rojo y una uniceja hecha de plastilina roja. El nombre de Bonnie está escrito abajo de sus pies.

### Atributos
Forky es inocente y se odia a sí mismo. Desde el momento en que cobra vida, está convencido de que es “basura”. Esta actitud cambia gradualmente después de que se hace amigo de Woody y su pandilla, aunque su comportamiento ingenuo e inquisitivo, aunque tonto, permanece. 

## Apariciones

### Toy Story 4
Forky se ve por primera vez durante la orientación en la clase de jardín de infantes de Bonnie, donde fue creado con la ayuda de Woody, quien recogió partes del contenedor de basura para un proyecto de manualidades. Mientras él y Woody regresaban a casa mientras estaban dentro de la mochila de Bonnie, Forky cobra vida. Woody presenta a Forky al resto de la pandilla; Forky, convencido de que es más un pedazo de basura que un juguete, trata obstinadamente de encontrar consuelo en el contenedor de basura más cercano.
Durante el viaje por carretera, Forky escapa del camper y encuentra su camino en una carretera, para horror de Woody. Woody lo persigue y lo persuade para que se convierta en el juguete de Bonnie, pasando por una tienda de antigüedades en el histórico Grand Basin, donde Woody se da cuenta de la lámpara de Bo Peep. Los dos se encuentran con una muñeca parlante llamada Gabby Gabby, que dice saber sobre el paradero de Bo Peep; Woody siente un motivo oculto y trata de escapar de los Bensons, los secuaces muñecos de ventrílocuo de Gabby Gabby, pero Forky es capturado. Mientras lo retienen como rehén de Gabby, Forky recuerda ingenuamente las historias que Woody contó sobre su tiempo con Andy.
En el patio de recreo, Woody se reúne con Bo Peep y la convence de rescatar a Forky de Gabby Gabby y sus secuaces. Bo Peep acepta a regañadientes "por los viejos tiempos", y traman un plan para rescatar a Forky junto con Buzz Lightyear, Duke Caboom, Giggle McDimples y Ducky y Bunny. La misión de rescate resulta ser un fracaso, lo que lleva a una discusión con Woody y Bo Peep, y Woody declara que no tiene nada que perder excepto Forky. Woody y los otros juguetes se separan; Solo, Woody se enfrenta a Gabby Gabby nuevamente, quien al enterarse de los recuerdos de Woody en base a lo que Forky divulgó, expresa su deseo de ser amada por un niño. Woody y Gabby luego hacen un compromiso: Woody renuncia a su caja de voz a cambio de la libertad de Forky.
Woody estaba a punto de meterse en la mochila de Bonnie cuando Forky lo llama mientras presencia el encuentro de Gabby con su chica ideal, Harmony; Harmony rechaza la muñeca por poco interesante y deja a Gabby Gabby con el corazón roto. No queriendo dejar que Gabby sufra una existencia miserable, Woody convence a la muñeca de que se una a él y se convierta en uno de los juguetes de Bonnie, mientras le encarga a Forky que busque los juguetes de Buzz y Bonnie; interfieren con los controles del camper, lo que obliga al padre de Bonnie a conducir de regreso al carnaval. Cuando Gabby Gabby ve a una niña llorando perdida en el carnaval, decide convertirse en el juguete de la niña, alentándola a acercarse a un guardia de seguridad y reunirse con sus padres. Luego, Forky tiene la tarea de bloquear a Bonnie y sus padres de entrar al camper, comprando los juguetes el tiempo suficiente para reunirse con Bo Peep y Woody.
En el carrusel, Woody y Bo comparten un adiós agridulce; Woody decide quedarse con Bo y vivir una nueva vida juntos como juguetes perdidos, y Forky se despide. El camper se marcha con los juguetes de Bonnie mientras Woody y Bo comienzan una vida juntos, dedicados a encontrar nuevos dueños para los juguetes perdidos.
En una secuencia de créditos intermedios, Bonnie crea un juguete femenino con un cuchillo de plástico en su primer día de primer grado. El cuchillo de juguete, llamado Knifey, sufre la misma crisis existencial que Forky, quien se enamora de ella y promete responder a todas sus preguntas. Cuando se le pregunta cómo está viva, Forky simplemente responde "No lo sé".

### Forky Asks A Question
Forky regresa como protagonista de una serie de cortos exclusivos a Disney+, donde hace una pregunta sobre el mundo a su alrededor. Los juguetes de Bonnie hacen apariciones ocasionales para ayudarlo a aprender.

### Pixar Popcorn
Forky apareció en 2021, en Pixar Popcorn.